# Gustav Wiklund (född 1934)
Gustav Adolf Fingal Wiklund, född 26 juni 1934 i Helsingfors, död 27 augusti 2019 i samma stad, var en finländsk skådespelare, regissör, manusförfattare, filmproducent och målare.

## Filmografi i urval
- 1969–1970 – Mumintrollet (TV-serie)
- 1970 – Kardborren
- 1977 – Hemåt i natten
- 1977 – Rätt bra för att vara människa
- 1978 – Män kan inte våldtas
- 1978 – Slumrande toner
- 1979 – Stupid People
- 1981 – Operation Leo
- 1982 – Kungen som inte hade något hjärta
- 1984 – Sista leken
- 1991 – Din vredes dag (TV-serie)
- 2004 – Populärmusik från Vittula
- 2005 – Den bästa av mödrar
- 2006 – Bodomin Legenda
- 2007 – Gränsfall (TV-serie)
- 2008 – Glenn
- 2011 – Där vi en gång gått

## Teater

### Roller
| År   | Roll             | Produktion                    | Regi           | Teater      |
| ---- | ---------------- | ----------------------------- | -------------- | ----------- |
| 1984 | Gert Bokpräntare | Mäster Olof August Strindberg | Ritva Holmberg | Riksteatern |